# Pirin-Fiat
Pirin-Fiat è stato il marchio di fabbrica di diversi modelli di automobili prodotti a Loveč in Bulgaria, come risultato di una collaborazione tra la Fiat e la SPC Balkankar (una cooperativa statale bulgara per la produzione industriale). 
La produzione durò cinque anni (dal 1967 al 1971).

## Gli inizi
In un periodo come quello della seconda metà degli anni sessanta in cui, nell'ambito di un sistema ad economia pianificata, la Bulgaria voleva promuovere la motorizzazione della popolazione attraverso la produzione locale ottenuta con la collaborazione con i Paesi occidentali si moltiplicarono i contatti tra le aziende statali o cooperative bulgare e alcune importanti Case automobilistiche occidentali (vedi anche: Bulgarrenault).
In tale ottica, il 26 settembre 1966, si tenne un incontro tra i dirigenti della SPC (cooperativa di produzione statale) Balkankar e i rappresentanti della società automobilistica italiana Fiat a seguito della quale, i rappresentanti della Fiat informarono casa madre di Torino che la SPC Balkankar voleva stipulare un contratto con la Casa torinese avente le seguenti modalità operative:
- Entro la fine del 1966, la Fiat avrebbe consegnato 300-350 autovetture Fiat 850 da assemblare da moduli completi (CKD) da parte della SPC Balkankar.
- Entro la fine del 1967, la Fiat avrebbe portato il numero di moduli completi per l'assemblaggio di vetture Fiat 850 a 3000-5000.
- La Fiat avrebbe progettato un nuovo stabilimento per la produzione e assemblaggio parziale di automobili, che sarebbe dovuto entrare in funzione in Bulgaria in un secondo momento.
- La Fiat avrebbe dovuto creare una rete di stazioni di servizio nel Paese e inoltre progettare e costruire un magazzino per i pezzi di ricambio.

Il contratto proposto specificava che la SPC Balkankar avrebbe pagato la Fiat attraverso il baratto di beni bulgari (fra cui foglie di tabacco) esportati attraverso l'ETO (organizzazioni bulgara di commercio per l'esportazione).
Il 17 e 18 novembre del 1966, il direttore vendite della  SPC Balkancar e i rappresentanti della Fiat infine negoziarono una versione finale del contratto, diversa da quello proposto inizialmente.
Il 6 dicembre 1966, i Bulgari ricevettero i progetti definitivi dalla Fiat. 
Il contratto definitivo tra la SPC Balkankare la Fiat, fu firmato a Torino e stabiliva che la Balkankar avrebbe assemblati i modelli Fiat 850, Fiat 850 Coupé, Fiat 124 e Fiat 124 Familiare suddivisi in due scaglioni di forniture denominate 1A e 2A.

## Produzione
Le prime 18 auto Fiat 850 arrivarono alla Fabbrica di autovetture dei Balcani a Loveč, il 10 maggio 1967. 
Dopo che la mano d'opera bulgara fu formata per il montaggio delle Fiat, si decise di scegliere un marchio per le auto che suonasse bulgaro. 
Tale marchio fu Pirin anche se non divenne mai ufficiale né fu mai scritto sulle auto. 
La prima autovettura Fiat 850 fu assemblata nella fabbrica dei Balcani il 27 giugno 1967.
Il 12 marzo 1968, le prime vetture Fiat 850 dello scaglione 2A furono ricevute in fabbrica come kit completo. 
Questa fu seguita, il 2 aprile dall'arrivo in Bulgaria di un consulente tecnico permanente della Fiat. 
L'assemblaggio delle Fiat 850 dello scaglione 2A iniziò il 4 aprile 1968.
Tra l'aprile e il maggio 1968, l'ingegnere bulgaro Dimitar Damyanov fu inviato a Torino per firmare un contratto con la Fiat per quanto riguardava la fornitura di macchine per la saldatura e assemblaggio.
Il 28 aprile 1968, l'ingegnere italiano Brasio giunse nella fabbrica dei Balcani di Loveč in qualità di consulente tecnico e il 13 dicembre dello stesso anno gli specialisti italiani Mueller e Grimaldi arrivano per installare il macchinario per la verniciatura.

## La fine della produzione
Il contratto di cinque anni tra la Balkankar e la Fiat scadde nel 1971 e non venne rinnovato.
Le ultime Fiat 850 lasciarono la fabbrica di Loveč nel settembre 1971.

## Numeri di produzione
- Fiat 850 berlina (1967-1971): 360
- Fiat 850 coupé (1967-1970): 89
- Fiat 124 berlina (1967-1971): 274
- Fiat 124 station wagon (1967-1970): 35

La produzione totale fu di soli 758 esemplari.